# ينابيع الأمل (فلم)
ينابيع الأمل (بالإنجليزية: Hope Springs) فيلم درامي كوميدي رومانسي أمريكي لعام 2012، من إخراج ديفيد فرانكل، وكتبه فانسيا تايلور، ومن بطولة ميريل ستريب، وتومي لي جونز، وستيف كارل. تدور أحداث الفيلم حول زوجين في منتصف العمر وبعد ثلاثين عامًا من الزواج يبدأ الزوجين في حضور جلسات مشورة مكثفة لمدة أسبوع للعمل على علاقتهم الجنسية. صدر الفيلم في 10 أغسطس 2012. وتلقى مراجعات إيجابية بشكل عام، وتمت الإشادة بفريق العمل على أدائهم. ترشح الفيلم لجوائز الغولدن غلوب وفاز بجائزة اختيار الجمهور.  

## القصة
تعيش كاي سواميس (ميريل ستريب)، الموظفة في كولد ووتر كريك، مع زوجها أرنولد سواميس (تومي لي جونز)، الشريك في شركة محاسبة في أوماها، حياة هادئة، وعلى الرغم من أنهما زوجان مخلصان، إلا أنهما يحتاجان للمساعدة في إعادة إشعال شرارة زواجهما. الزوجان متزوجان منذ 31 عامًا، وقد ناموا في غرف نوم منفصلة لأسباب براغماتية مختلفة منذ أن التحق ولدهم الأصغر بالجامعة، وتخلوا عن أي عاطفة جسدية. ذات يوم، أخبرت كاي زوجها أرنولد أنها حجزت موعداً ولمدة أسبوع بعيادة الأستشارات الزوجية المكثفة مع الدكتور بيرني فيلد (ستيف كاريل) في منتجع ساحلي بولاية مين. ينكر أرنولد، وهو المعتاد على الروتين، أن زواجهما في ورطة.
يحاول كاي وأرنولد التعبير عن مشاعرهم، في جلسات مع الطبيب النفسي الدكتور فيلد، وتنشيط علاقتهم وإيجاد الشرارة التي تسببت في وقوعهم في الحب في المقام الأول. ينصحهم الدكتور فيلد بطرح أسئلة، بصراحة تامة، حول حياتهم الجنسية ومشاعرهم. نظرًا لكون أرنولد قديم الطراز، فإنه يبدو غاضب ودفاعي، ولا يرغب في رؤية عمق خيبة أمل زوجته. تذهب كاي إلى حانة بمفردها، وهي غاضبة وتبكي، لتناول عدة كؤوس من النبيذ، وتحاور النادل الذي يخبرها أن القليل من الأزواج الآخرين يمارسون الجنس أيضًا.
يقضي أرنولد وكاي الليل في نفس الفراش لأول مرة منذ سنوات، وتستيقظ كاي لتجد ذراع أرنولد حولها. يحث الدكتور فيلد على اتخاذ تدابير جديدة. إنهم يقومون بمحاولات لعلاقتهم الجنسية في نزل صغير وفي دار عرض أيضاً ولكن هذه المرة بنتائج كارثية.
أوضح الدكتور فيلد لأرنولد، في جلسة فردية، أن الأزواج الذين يسعون للحصول على المشورة الزوجية يفعلون ذلك لسبب ما، ويسأل أرنولد بصراحة: «هل هذا أفضل ما يمكنك فعله؟» يأخذ أرنولد زمام المبادرة أخيرًا لترتيب عشاء رومانسي وليلة في نزل فاخر، حيث يحاولان الممارسة أمام المدفأة، لكن تفشل المحاولة في النهاية. في جلستهم الأخيرة، أخبرهم الدكتور فيلد أنهم قد أحرزوا تقدمًا كبيرًا ويجب أن يأخذوا علاج الأزواج في المنزل.
تستأنف العادات القديمة عندم عودتهم إلى بيتهم. تعرض كاي أن تحزم حقيبتها للمبيت عند صديقة، كخطوة أولى في انفصالها الدائم عن أرنولد، وفي تلك الليله يدخل أرنولد غرفة نوم كاي ويحتضنها بحنان، وتأتي ممارسة الجنس دافئة وطبيعية وعاطفية بهدوء. يبدو، في صباح اليوم التالي، أن الزواج قد تحول إلى اتجاه أفضل، وفي وقت لاحق من ذلك العام قاموا بتجديد حفل زفافهم على الشاطئ مع الدكتور فيلد وأبنائهم، مع تقديم وعود بأن يكونوا أكثر تفهمًا ومراعاة لبعضهم البعض.

## الممثلون
- ميريل ستريب: في دور كاي سواميس

- تومي لي جونز: في دور أرنولد سواميس

- ستيف كاريل: في دور دكتور برنارد «بيرني» فيلد

- إليزابيث شو: في دور كارين

- جان سمارت: في دور إيلين

- بريت رايس: في دور فينس

- ميمي روجرز: في دور كارول

- بن رابابورت: في دور براد

- مارين أيرلند: في دور مولي

- باتش دراج: في دور مارك

- بيكي آن بيكر: في دور كورا

- لي كننغهام: في دور لي (الزوجة التعيسة)

- آن هارادا: في دور آن (الزوجة السعيدة)

- داميان يونغ: في دور مايك (صاحب الحانة)

- داني فلاهيرتي: في دور داني (كاتب المكتبة)

- تشارلز تيكمان: في دور تشارلي (المحاضر)

- جاك هالي: في دور جاك (الزوج السعيد)

- سوزان ميسنر: في دور دانا (زوجة الدكتور فيلد)

- روني كلانتون: في دور روني (سائق سيارة الأجرة)[10][2]

## إنتاج الفيلم
تم الإعلان عن مشروع الفيلم لأول مرة عام 2010، من بطولة ميريل ستريب وجيف بريدجز والإخراج للمخرج مايك نيكولز، وسرعان ما تم إلحاق جيمس جاندولفيني وفيليب سيمور هوفمان بالمشروع، ثم استبدل المشروع نيكولز بديفيد فرانكل، دون مشاركة جاندولفيني وهوفمان. انضم ستيف كاريل إلى فريق التمثيل في فبراير 2011، مع استبدال تومي لي جونز للبطولة بدلاً من بريدجز.
تم التصوير في سبتمبر وأكتوبر 2011 في ولاية كونيتيكت.

## استقبال الفيلم
كانت التعليقات إيجابية في الغالب، حيث أشاد النقاد بالطاقم، ولا سيما ستريب ولي جونز وكاريل.
منح موقع الطماطم الفاسدة الفيلم تقييماً مقداره 75% بناءاً على آراء 174 ناقداً سينمائياً، وكتب إجماع نقاد الموقع: «بقيادة ثنائي من الممثلين أصحاب الأداء الرائع، قدم» ينابيع الأمل«لرواد السينما بعض الضحكات للكبار - ونظرة مدروسة على علاقات الناضجين».
منح موقع ميتاكريتيك الفيلم تقييماً مقداره 65% بناءاً على آراء 36 ناقداً سينمائيا، مما يشير إلى أن التعليقات إيجابية بشكل عام.
أشاد ريكس ريد من صحيفة نيويورك أوبزرفر بالفيلم وكتب: "أعتقد أن كل شيء يتعلق بالفيلم دقيق وحقيقي للغاية بحيث لا يجذب ديموغرافيا باتمان، ولكن بالنسبة للجمهور الناضج الذي نسى كيفية الابتسام، فإنه يأخذ المكان الذي توقف عنده فيلم "فندق بست إكزوتك ماريغولد".
كتبت انجي اريجو من مجلة «إمباير»: «شعرت أن الفيلم عمل على مستويات متعددة، فهو مضحك للغاية، كما أنه يخترق ويلات الوقت في الحب والزواج ويؤثر بشكل لطيف، ولكن بمحتوى شهواني متعارض إلى حد كبير مع الترفيه القلبي».
أشاد روجر إيبرت من صحيفة شيكاغو صن تايمز بأداء جونز لي، هذا الرجل الذي يستطيع أن يخطو دون خوف من خلال الأدوار التي تتطلب رجالًا أقوياء وحازمين، هذا الممثل الذي يمكن أن يبدو مسيطرًا تمامًا، يجد هنا شخصية تبدو مختلفة عن أي شخصية أخرى لعبها ويلعبها بشجاعة".

## الجوائز والترشيحات
أفلام (AARP) لجوائز الكبار 2013: رشح لجائزة أفضل ممثلة (ميريل ستريب) وجائزة أفضل قصة حب للكبار.
جوائز منظمة «دمج البث الموسيقي» للسينما والتليفزيون 2013: فاز الفيلم بجائزة أفضل موسيقى (تيودور شابيرو)
غولدن غلوب، الولايات المتحدة الأمريكية 2013: رشح لجائزة أفضل أداء لممثلة (ميريل ستريب)
جائزة جوبيتر 2013: فاز بجائزة أفضل ممثل عالمي (تومي لي جونز) – رشح لجائزة أفضل ممثلة عالمية (ميريل ستريب)

## روابط خارجية
- مقالات تستعمل روابط فنية بلا صلة مع ويكي بيانات